# 니시키촌 (아키타현)
니시키촌(西木村) 아키타현 센보쿠군에 존속했던 촌이다. 2005년에 가쿠다테정·다자와코정이 합병해 센보쿠시가 되어 폐촌되었다. 니시키 촌의 전 구역은 센보쿠 시 니시키정으로 마을 이름이 남았다.
1956년 9월 30일 - 센보쿠군 사이묘지촌, 히노키나이촌과 합병해 니시키촌이 탄생했다.
1970년 11월 1일 - 가쿠노다테선(현:아키타 내륙 종관 철도 아키타 내룩선)이 개업하였다.
1989년 4월 1일 - 아키타 내륙 종관 철도 아키타 내륙선 히타치나이 - 마쓰바 간이 개업해 기타아키타군 다카노스정까지 전통하게되었다.
2005년 9월 20일 - 가쿠노다테정, 다자와코정과 합병해 폐촌하였다.

## 교통

### 철도
- 아키타 내륙 종관 철도
  - 아키타 내륙선

### 도로
- 국도 105호선